# 重庆市南开中学校
29°33′50″N 106°27′29″E / 29.56389°N 106.45806°E
重庆市南开中学校，南开系列学校之一，南开校友总会成员，由中国近代教育家、南开学校创始人张伯苓先生于1936年筹建，初名重庆南渝中学。重庆市南开中学校是重庆市教委原直属的七所中学之一，重庆市首批重点中学，全国体育后备人才试点学校，首批全国文明学校，中共青少年党史教育活动基地，重庆市园林单位。
重庆市南开中学校本部位于重庆市沙坪坝区渝碚路街道沙坪坝南街1号，占地约800余亩，其中教学区域占地360余亩，拥有教学楼、图书馆、科学馆、艺术馆、体育馆、游泳馆、男女生公寓等16万平方米的校园建筑以及2万多平方米的学生运动场地，图书馆藏书12万余册（含古籍），教学班约70个，全职教师约500人，学生约4000人。
重庆市南开中学校实施“一校四点”，另设重庆南开（融侨）中学校，重庆两江南开中学，重庆市南渝中学校等三所关联学校。

## 历史

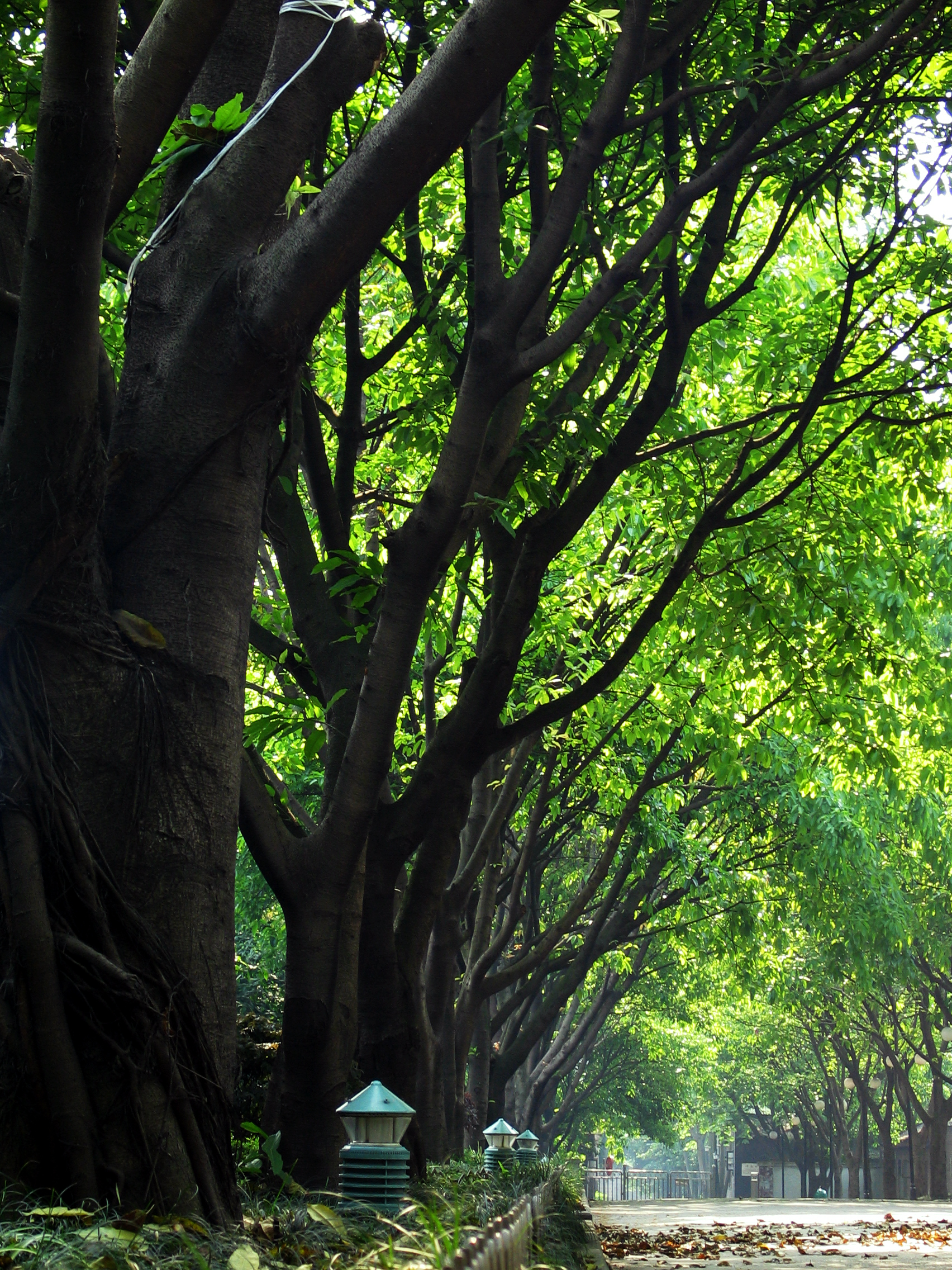
重庆市南开中学校三友路

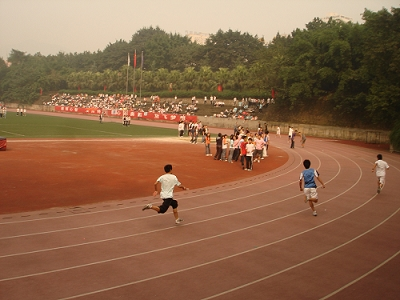
重庆市南开中学校体育场

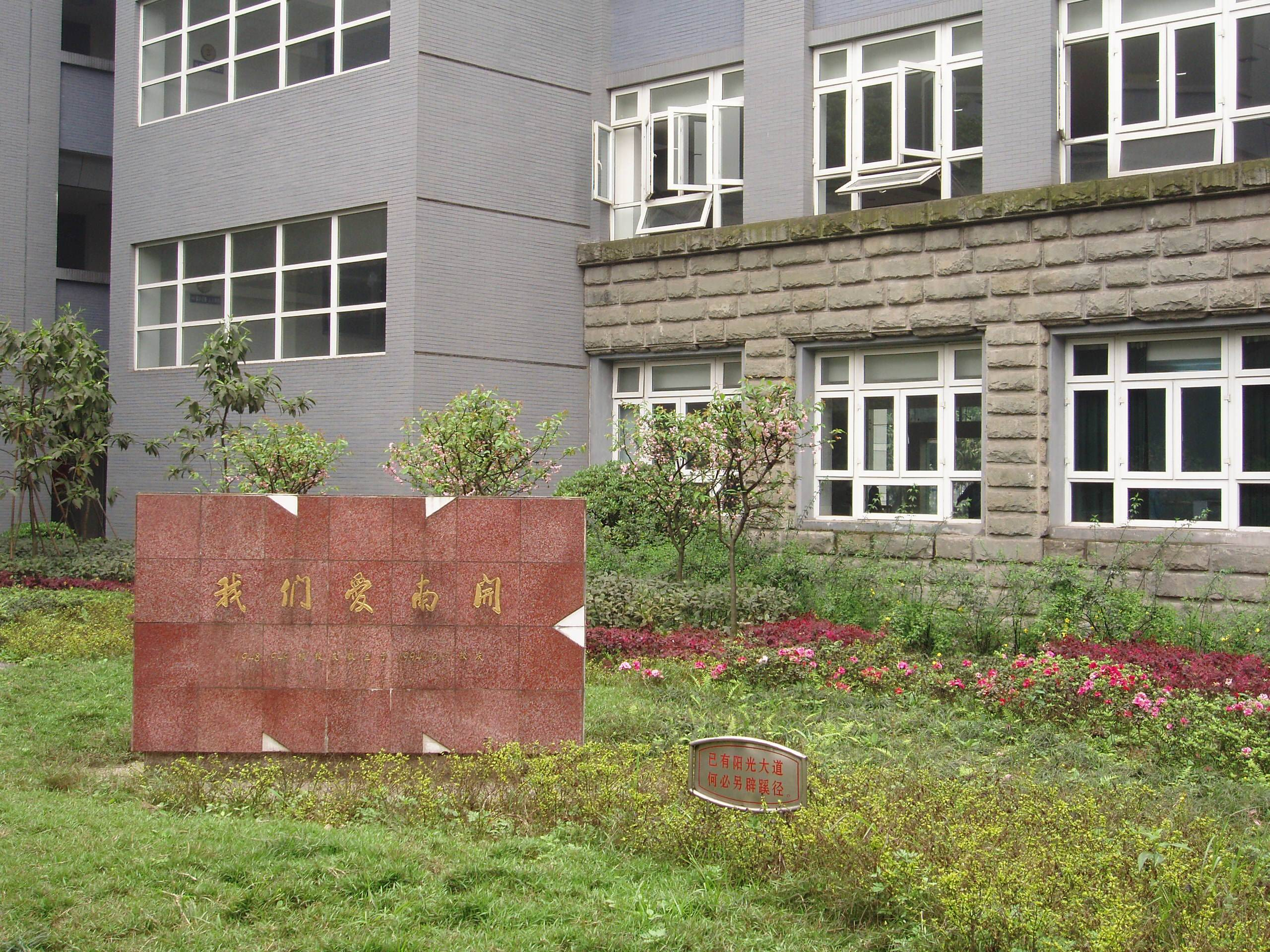
重庆市南开中学校的“我们爱南开”碑

自1931年九·一八事变发生后，日本侵略军占领了东三省，并经常向关内挑衅。天津形势已经非常紧张。1936年，南开学校校长张伯苓委派中学部主任喻传鉴赴四川考察，在重庆沙坪坝先后购买土地800余亩，取“南开在渝设校”之意，建立私立南渝中学，由喻传鉴兼任校长。
1937年7月29日，日军轰炸机轰炸位于天津的南开学校校舍，部分师生撤退到后方，来到重庆。“在七月二十九日夜里两点钟，天津市内战争开始。中国地区整天遭受炮击和空军轰炸。郊区的南开大学遭受猛烈轰炸，几乎夷为平地。市区大火蔓延，无法扑灭。”。7月30日凌晨1点，日军开始向南开大学开炮。30日下午2时“日炮队亦自海光寺向南大射击，其中四弹，落该院图书馆后，刻已起火。”30日下午3时许，日方派骑兵百余名、汽车数辆，满载煤油到处放火，“秀山堂、思源堂、图书馆、教授宿舍及临近民房，尽在烟火之中，烟头十余处，红黑相接，黑白相间，烟云蔽天，翘首观望者，皆嗟叹不已。” 日本人就这样毁掠了南开学校。数十年惨淡经营一夜之间满目疮痍，张伯苓的心中溢满了悲痛。但是日寇炸不垮南开的毅力和劲头，张伯苓说：“敌人此次轰炸南开，被毁者为南开之物质，而南开之精神将因此挫折而愈益奋励！” 。
1938年，为了表示南开生命之延续，以及不屈之决心，张伯苓将南渝中学改为重庆私立南开中学，重庆私立南开中学成为当时华西的著名学府，南开精神也继续在后方发扬。同时，重庆市南开中学校成为南开大学、天津南开中学等南开学校的临时活动场所。1939年，南开大学经济研究所自天津辗转南迁后在重庆南开学校校园内复办，至1946年冬季迁回天津。
1942年10月，美国总统特使威尔基来华，特到学校参观，曾倍加称赞。校友周恩来经常莅校，看望师长，并多次在学校午晴堂演讲。1945年10月国共和谈中，周恩来曾陪同毛泽东、王若飞来到校园内的津南村拜望张伯苓和柳亚子先生。
1945年抗日战争胜利，天津南开各校相继复校。1953年，更名重庆市第三中学，简称重庆三中。
1984年，复名重庆市南开中学，但“重庆三中”这一名称至今仍在非官方场合使用。同年，南开校友周恩来的夫人邓颖超亲自为重庆市南开中学校提写了校名。

## 校园文化

### 校徽
校徽8个角代表在南开求学、寻找救国道路的学子来自四面八方，一说圆圈内八边形代表南开学子行方智圆。还有说法认为方代表诚实，圆代表变通，意为南开学子应诚实守信，还要学会变通。

### 校训
南开系列学校拥有一致的校训：
允公允能，日新月异。
“公”即“爱国爱群之公德”，“能”即“服务社会之能力”，“日新月异”即要求受教育者有强烈之进取精神。

### 校歌
歌曲旋律来自德国民歌圣诞树，歌词改自天津南开中学校歌歌词：
渤海之滨，白河之津，巍巍我南开精神。
汲汲骎骎，月异日新，发煌我前途无垠。
美哉大仁，智勇真纯，以铸以陶，文质彬彬。

大江之滨，嘉陵之津，巍巍我南开精神。

### 镜箴
镜箴，又称“四十字镜箴”、“容止格言”，流传于南开系列学校，由张伯苓订立，要求学生拥有整洁合适积极向上的仪容仪表及平和宽仁的处事态度：
面必净，髮必理，衣必整，纽必结。
头容正，肩容平，胸容宽，背容直。
气象：勿暴，勿傲，勿怠。

颜色：宜和，宜静，宜庄。

### 特色活动
- 校庆暨运动会，于10月17日前后举行[來源請求]
- 自画衫，通常由高二年级学生于4、5月完成的彩绘文化衫作品，在校园内各道路展出。[9]
- 南开之音“FM电波达人”校园歌手大赛[來源請求]
- 雷雨话剧节[來源請求]
- 南开大讲坛[來源請求]
- 丰富的高中选修课[10]

### 学生社团

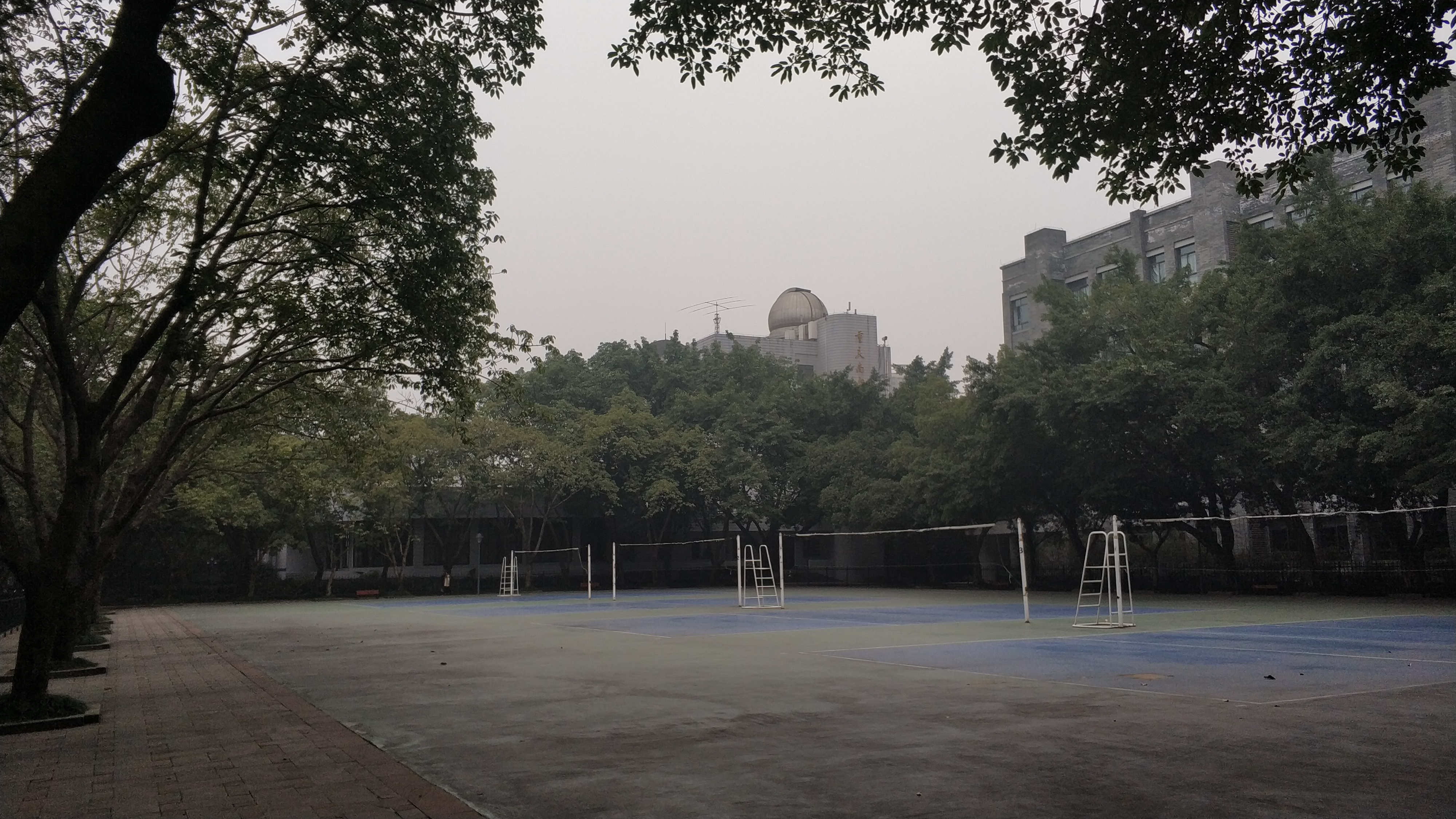
重庆市南开中学校网球场，可以看到后方科学楼上方业余无线电社架设的三单元八木天线

#### 公益类
- 爱心社
- 环境社
- 心理社

#### 学术类
- 读书会
- 《公能》编辑部
- 古典文化社
- 汉文社
- 美式辩论社
- 数学社
- 文学社
- 英语社

#### 实践类
- 博论社
- 龙韬军事社
- 模拟联合国社
- 南开之音广播电台
- 机器人社
- 推理社
- 业余无线电社
- 新闻社
- 金融社
- VFA社

#### 艺体类
- 电影社
- 动漫社
- 汉服社
- 话剧社
- 街舞社
- 桥牌社
- 手工社
- 陶笛社
- 武术社
- 悠悠球社
- 瑜伽社
- 羽毛球社

### 80周年校庆歌曲
《最美的时光》由南开学生作词，王源（2016级）作曲并演唱

## 津南村

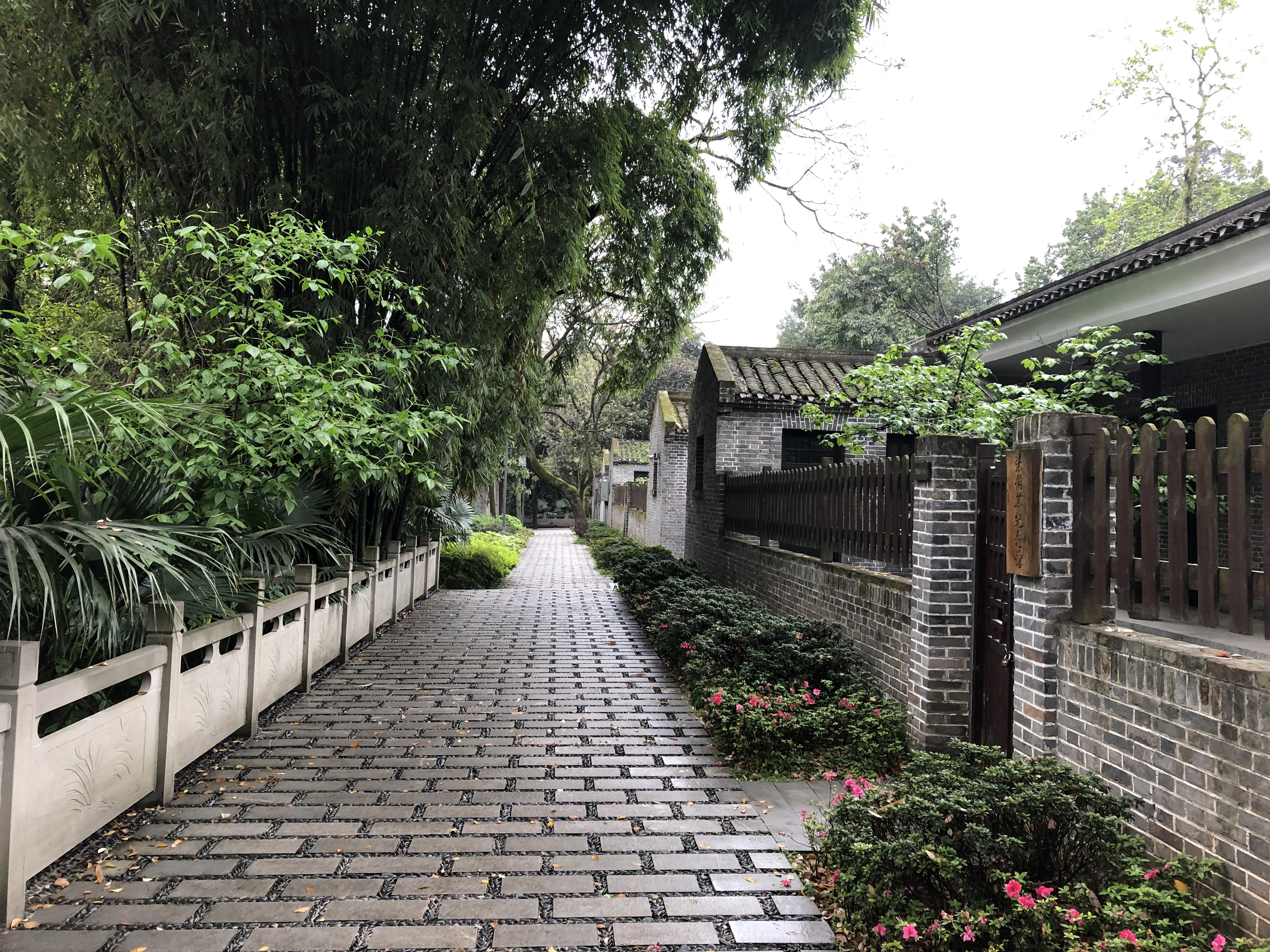
津南村街景

津南村，始建于1936年，是抗日战争时期部分从天津南迁至重庆的南开学者及重庆市南开中学校（南渝中学）教职工居住地。津南村3号楼曾作为张伯苓先生的旧居，4号楼曾作为喻传鉴先生的旧居。目前，津南村作为南开中学近代建筑群的一部分已被列入重庆市文物保护单位。2015年9月，因津南村的历史渊源和位于天津市津南区的双重含义，南开大学将海河教育园内启用的新校区命名为“南开大学津南校区”。

## 著名校友
被誉为“人才的沃土，院士的摇篮”，现有32名重庆市南开中学校师生是中国科学院和中国工程院院士。学校内特设有院士墙。
| 机构       | 校友 |
| ---------- | --- |
| 中国科学院 | 冯元桢 （教师） 魏荣爵 （教师） 马杏垣 （1938级） 林同骥 （1938级） 钱宁 （1939级） 夏培肃 （1940级） 徐僖 （1940级） 朱光亚 [ a ] （1941级） 郭可信 （1941级） 侯虞钧 （1941级） 邹承鲁 （1941级） 楼南泉 （1942级） 陆婉珍 （1942级） 张存浩 （1944级） 王方定 （1947级） 周光召 （1947级） 周恒 （1947级） 章综 （1948级） 温诗铸 （1950级） 张仁和 （1954级） 赵进东 （1973级） |
| 中国工程院 | 朱光亚 （1941级） 任继周 （1944级） 李玶 （1944级） 陆钟武 （1946级） 杨士莪 （1947级） 林华宝 （1949级） 毛二可 （1951级） 孟兆祯 （1952级） 曾恒一 （1956级） |
| 其他       | 中央研究院 ： 何曼德 （1945级） 欧洲文理科学院 （ 英语 ： European Academy of Sciences and Arts） ： 戴 圜 （1947级） |

| 活跃领域 | 校友                                         |
| -------- | -------------------------------------------- |
| 政治界   | 阎明复 邹家华 张皓若 郑必坚 秦玥飞           |
| 经济界   | 茅于轼 吴忌寒 吴敬琏 [ 12 ] 張忠謀 徐新 杨叙 |
| 文化界   | 舒乙 蕭輝楷 阎肃 齊邦媛 张道真               |
| 科学界   | 颜其德 蒋涛                                  |
| 演藝界   | 王源                                         |